# Lamoni (Iowa)
Lamoni – miasto w Stanach Zjednoczonych, w stanie Iowa, w hrabstwie Decatur. W 2000 liczyło 2444 mieszkańców.